# AHL 1951/52
Die Saison 1951/52 war die 16. reguläre Saison der American Hockey League (AHL). Während der regulären Saison bestritten die neun Teams der Liga jeweils 68 Spiele. Die sechs besten Mannschaften der AHL spielten anschließend in einer Play-off-Runde um den Calder Cup.

## Teamänderungen
Folgende Änderungen wurden vor Beginn der Saison vorgenommen:
- Die Springfield Indians wurden nach Syracuse, New York umgesiedelt und spielten fortan unter dem Namen Syracuse Warriors

## Reguläre Saison

### Abschlusstabellen
Abkürzungen: GP = Spiele, W = Siege, L = Niederlagen, T = Unentschieden, OTL = Niederlage nach Overtime, GF = Erzielte Tore, GA = Gegentore, Pts = Punkte

Erläuterungen: In Klammern befindet sich die Platzierung innerhalb der Conference;       = Playoff-Qualifikation,       = Division-Sieger,       = Conference-Sieger

#### Reguläre Saison
| East Division     | GP | W  | L  | T | GF  | GA  | Pts |
| ----------------- | -- | -- | -- | - | --- | --- | --- |
| Hershey Bears     | 68 | 35 | 28 | 5 | 256 | 215 | 75  |
| Providence Reds   | 68 | 32 | 33 | 3 | 263 | 270 | 67  |
| Buffalo Bisons    | 68 | 28 | 36 | 4 | 230 | 298 | 60  |
| Syracuse Warriors | 68 | 25 | 42 | 1 | 211 | 272 | 51  |

| West Division         | GP | W  | L  | T | GF  | GA  | Pts |
| --------------------- | -- | -- | -- | - | --- | --- | --- |
| Pittsburgh Hornets    | 68 | 46 | 19 | 3 | 267 | 179 | 95  |
| Cleveland Barons      | 68 | 44 | 19 | 5 | 265 | 166 | 93  |
| Cincinnati Mohawks    | 68 | 29 | 33 | 6 | 183 | 228 | 64  |
| St. Louis Flyers      | 68 | 28 | 39 | 1 | 256 | 262 | 57  |
| Indianapolis Capitals | 68 | 22 | 40 | 6 | 232 | 273 | 50  |

### Beste Scorer
Abkürzungen: GP = Spiele, G = Tore, A = Assists, Pts = Punkte, +/- = Plus/Minus, PIM = Strafminuten; Fett: Saisonbestwert
| Spieler         | Team                  | GP | G  | A  | Pts | PIM |
| --------------- | --------------------- | -- | -- | -- | --- | --- |
| Ray Powell      | Providence Reds       | 67 | 35 | 62 | 97  | 6   |
| Steve Wochy     | Cleveland Barons      | 68 | 37 | 41 | 78  | 42  |
| Jackie Hamilton | St. Louis Flyers      | 67 | 27 | 50 | 77  | 34  |
| Ab DeMarco      | Buffalo Bisons        | 67 | 28 | 49 | 77  | 34  |
| Barry Sullivan  | Providence Reds       | 61 | 25 | 47 | 72  | 12  |
| Kelly Burnett   | Syracuse Warriors     | 68 | 25 | 43 | 68  | 10  |
| Earl Reibel     | Indianapolis Capitals | 68 | 33 | 34 | 67  | 8   |
| Grant Warwick   | Buffalo Bisons        | 55 | 24 | 41 | 65  | 35  |
| Paul Gladu      | Providence Reds       | 66 | 31 | 33 | 64  | 64  |
| Bob Hassard     | Pittsburgh Hornets    | 67 | 18 | 46 | 64  | 36  |

## Calder-Cup-Playoffs

### Modus
Für die Play-offs qualifizierten sich die sechs besten Mannschaften der American Hockey League. In der ersten Play-off-Runde traf jeweils der Erste der Eastern Division auf den Ersten der Western Division, der Zweite der Eastern Division auf den Zweiten der Western Division, sowie der Dritte der Easern Division auf den Dritten der Western Division. Die beiden Sieger aus den Duellen der Mannschaften auf den Plätzen zwei und drei trafen daraufhin in der zweiten Runde aufeinander, während der Gewinner aus dem Duell der beiden Divisionsgewinner durch ein Freilos automatisch für das Finale qualifiziert war. Die ersten beiden Play-off-Runden fanden im Modus Best-of-Five statt, wobei die beiden Divisionsgewinner im Modus Best-of-Seven um die Finalteilnahme spielten. Das Finale selbst wurde ebenfalls im Modus Best-of-Seven ausgespielt.

### Play-off-Übersicht

#### Erste Runde
- (W1) Pittsburgh Hornets – (E1) Hershey Bears 4:1
- (E2) Providence Reds – (W2) Cleveland Barons 3:2
- (W3) Cincinnati Mohawks – (E3) Buffalo Bisons 3:0

#### Zweite Runde
- (W1) Freilos für die Pittsburgh Hornets
- (E2) Providence Reds – (W3) Cincinnati Mohawks 3:1

#### Finale
- (W1) Pittsburgh Hornets – (E2) Providence Reds 4:2

## Vergebene Trophäen

### Mannschaftstrophäen
| Auszeichnung                                                            | Team               |
| ----------------------------------------------------------------------- | ------------------ |
| Calder Cup Gewinner der AHL-Playoffs                                    | Pittsburgh Hornets |
| F. G. „Teddy“ Oke Trophy Bestes Team der West Division, reguläre Saison | Pittsburgh Hornets |

### Individuelle Trophäen
| Auszeichnung                                                                  | Spieler      | Team                  |
| ----------------------------------------------------------------------------- | ------------ | --------------------- |
| Les Cunningham Award MVP der regulären Saison                                 | Ray Powell   | Providence Reds       |
| Carl Liscombe Trophy Bester Scorer                                            | Ray Powell   | Providence Reds       |
| Dudley „Red“ Garrett Memorial Award Bester Rookie                             | Earl Reibel  | Indianapolis Capitals |
| Harry „Hap“ Holmes Memorial Award Torhüter mit dem geringsten Gegentorschnitt | Johnny Bower | Cleveland Barons      |